# Claire Foy
Claire Elizabeth Foy, född 16 april 1984 i Stockport i Greater Manchester, är en brittisk skådespelare. Hon är bland annat känd för sin roll som Elizabeth II i serien The Crown, för vilken hon har belönats med en Golden Globe och två Emmys.

## Biografi
Claire Foy föddes i Stockport, England som den yngsta i en syskonskara på tre. Hon växte upp i både Manchester och Leeds innan hon bosatte sig i Longwick där hon gick i gymnasiet. Hon studerade sedan drama på Liverpool John Moores universitet. Hon gick också en dramakurs på ett år på Oxford. När hon examinerades 2007 flyttade hon och fem vänner från skolan till Peckham i London.
Foy fick efter skolan sin debutroll i TV-serien Being Human (2008) och fick tack vare den en roll i pjäsen DNA (2008) i London. Hon syntes sen i BBC-produktionerna Little Dorrit (2008) och Upstairs Downstairs (2010–2012). Hennes första huvudroll kom med rollen som Helen i TV-filmen The Night Watch (2011). 2013 återvände hon till teaterscenen för en uppsättning av Macbeth där hon spelade Lady Macbeth mot James McAvoy.
Foy porträtterade sedan den engelska drottningen Anne Boleyn i miniserien Wolf Hall (2015), en roll hon skulle bli kritikerrosad för. Hon porträtterade sedan även drottning Elizabeth II i de två första säsongerna av serien The Crown (2016–2017). Hon blev både hyllad och prisad för sin insats och tilldelades bland annat en Golden Globe, två Emmys och en Screen Actors Guild Award. Hon blev även nominerad till en BAFTA. Inför den tredje säsongen tog Olivia Colman över rollen för att då porträttera en medelålders Elizabeth II. Foy återvände till rollen med jämna mellanrum även efter säsong 3. Hon fick ytterligare en Emmy för sitt gästinhopp i säsong 4.
Hon har sedan medverkat i Breathe (2017), Unsane (2018), First Man (2018) och spelat Lisbeth Salander i den amerikanska versionen av The Girl in the Spider's Web (2018). För sin roll i First Man fick hon en Golden Globe-nominering. Hon har även medverkat i En brittisk skandal (2021), Women Talking (2022) och All of Us Strangers (2023).
Mellan 2014 och 2018 var Foy gift med skådespelaren Stephen Campbell Moore, tillsammans har de en dotter. 2021 blev Foy utsatt för en stalker, Jason Penrose, som skickade över 1000 emails på en månad och dök upp utanför hennes hus. Han erkände till brottet i november 2022 och fick en villkorlig dom.

## Filmografi (i urval)

### Film
| År   | Titel                            | Roll                  | Notering  |
| ---- | -------------------------------- | --------------------- | --------- |
| 2011 | Seasons of the Witch             | Anna                  | Debutroll |
| 2011 | Wreckers                         | Dawn                  |           |
| 2011 | The Night Watch                  | Helen Giniver         | TV-film   |
| 2012 | Hacks                            | Kate Loy              | TV-film   |
| 2014 | Vampire Academy                  | Sonya Karp            |           |
| 2014 | Rosewater                        | Paola Gourley         |           |
| 2015 | The Lady in the Van              | Lois                  |           |
| 2017 | Breathe                          | Diana Cavendish       |           |
| 2018 | Unsane                           | Sawyer Valentini      |           |
| 2018 | First Man                        | Janet Armstrong       |           |
| 2018 | The Girl in the Spider's Web     | Lisbeth Salander      |           |
| 2021 | The Electrical Life of Lous Wain | Emily Richardson-Wain |           |
| 2021 | My Son                           | Joan Richmond         |           |
| 2022 | Women Talking                    | Salome                |           |
| 2023 | All of Us Strangers              | Adams mor             |           |
| 2026 | The Magic Faraway Tree           | Polly Thompson        |           |
| TBA  | Savage House                     | Lady Savage           |           |

### TV
| År        | Titel                             | Roll                   | Notering                             |
| --------- | --------------------------------- | ---------------------- | ------------------------------------ |
| 2008      | Being Human                       | Julia Beckett          | Avsnitt: "Pilot"                     |
| 2008      | Doctors                           | Chloe Webster          | Avsnitt: The Party's Over"           |
| 2008      | Little Dorrit                     | Amy Dorrit             |                                      |
| 2009      | 10 Minute Tales                   | Kvinna                 | Avsnitt: "Through The Window"        |
| 2010      | Terry Pratchett's Going Postal    | Adora Belle Dearheart  | 2 avsnitt                            |
| 2010–2012 | Upstairs Downstairs               | Lady Persephone Towyn  |                                      |
| 2011      | The Promise                       | Erin Matthews          |                                      |
| 2012      | White Heat                        | Charlotte Pew          |                                      |
| 2014      | Crossbones                        | Kate Balfour           |                                      |
| 2014      | The Great War: The People's Story | Helen Bentwish         | 2 avsnitt                            |
| 2015      | Wolf Hall                         | Anne Boleyn            |                                      |
| 2016–2023 | The Crown                         | Drottning Elizabeth II |                                      |
| 2018      | Saturday Night Live               | Värd                   | Avsnitt: "Claire Foy/Anderson .Paak" |
| 2021      | En brittisk skandal               | Margaret Campbell      |                                      |
| 2023      | Mog's Christmas                   | Mrs. Thomas            | Röstroll, julspecial                 |

### Teater
| År   | Titel   | Roll         | Teater                    |
| ---- | ------- | ------------ | ------------------------- |
| 2008 | DNA     | Jan          | National Theatre, London  |
| 2013 | Macbeth | Lady Macbeth | Trafalgar Studios, London |
| 2019 | Lungs   | W            | The Old Vic, London       |